# Svisjtov
Svisjtov (Bulgaars: Свищов) is een stad in de oblast Veliko Tarnovo in Bulgarije. De stad is de hoofdplaats van de gelijknamige gemeente Svisjtov (bestaande uit 15 omliggende dorpen). Op 31 december 2018 telt de stad Svisjtov 25.062 inwoners, waarvan 12.211 mannen en 12.851 vrouwen. De stad ligt aan de Donau, tegenover de  Roemeense stad Zimnicea. De stad ligt 237 kilometer ten noordoosten van  Sofia en 251 kilometer ten westen van  Varna.

## Bevolking
Svisjtov is de derde stad in de oblast  Veliko Tarnovo. Het inwonersaantal schommelde rond de dertigduizend inwoners, alhoewel dit aantal na de volkstelling van 1 februari 2011 drastisch is verminderd tot 25.062 inwoners op 31 december 2018. De bevolking is de afgelopen decennia vooral hard gekrompen op het platteland.
| stad Svisjtov     | 12.082 | 13.093 | 18.448 | 21.539 | 29.430 | 30.550 | 30.404 | 30.591 | 30.157 | 25.062 |
| gemeente Svisjtov | 43.870 | 48.637 | 51.693 | 52.098 | 56.264 | 52.779 | 50.177 | 47.629 | 42.734 | 35.369 |

#### Religie
Het christendom is de grootste religie in Svisjtov en omgeving. Volgens de optionele volkstelling van 2011 is zo’n 75,9% van de bevolking lid van de Bulgaars-Orthodoxe Kerk. Verder is zo’n 7,5% van de bevolking lid van de Katholieke Kerk in Bulgarije. Er woont ook een kleine  protestantse gemeenschap (0,6%). Naast christenen leven er ook enkele honderden  atheïsten (5,2%) en  moslims (4,4%).